# 66-os főút
66-os főút (ungarisch für ‚Hauptstraße 66‘) ist eine ungarische Hauptstraße. Sie zweigt am Ostrand von Pécs (deutsch: Fünfkirchen) nach Norden von der 6-os főút ab und führt durch das Mecsek-Gebirge über Mánfa (mit einem Abzweig nach Komló) und Magyarszék nach Sásd, wo die von Dombóvár kommende 611-es főút auf sie trifft. Die Straße führt weiter nach Nordwesten, bis sie 7,5 km östlich der Komitatshauptstadt Kaposvár (deutsch: Kopisch) an der 61-es főút endet.
Die Gesamtlänge der Straße beträgt 54,3 Kilometer.